# Jouko Norén
Jouko Norén (* 14. Dezember 1914; † 7. Juli 1944) war ein finnischer Dreispringer.
Bei den Leichtathletik-Europameisterschaften 1938 in Paris gewann er Silber. 1939 siegte er bei den Internationalen Universitätsspielen in Monte Carlo.
1940 und 1942 wurde er Finnischer Meister. Seine persönliche Bestleistung von 15,02 m stellte er am 25. September 1938 in Helsinki auf.